# Union Beach
Union Beach é um distrito localizado no estado americano de Nova Jérsei, no Condado de Monmouth.

## Demografia
Segundo o censo americano de 2000, a sua população era de 6649 habitantes.
Em 2006, foi estimada uma população de 6631, um decréscimo de 18 (-0.3%).

## Geografia
De acordo com o United States Census Bureau tem uma área de 5,0 km², dos quais 4,9 km² cobertos por terra e 0,1 km² cobertos por água.

## Localidades na vizinhança
O diagrama seguinte representa as localidades num raio de 8 km ao redor de Union Beach.